# J-Live

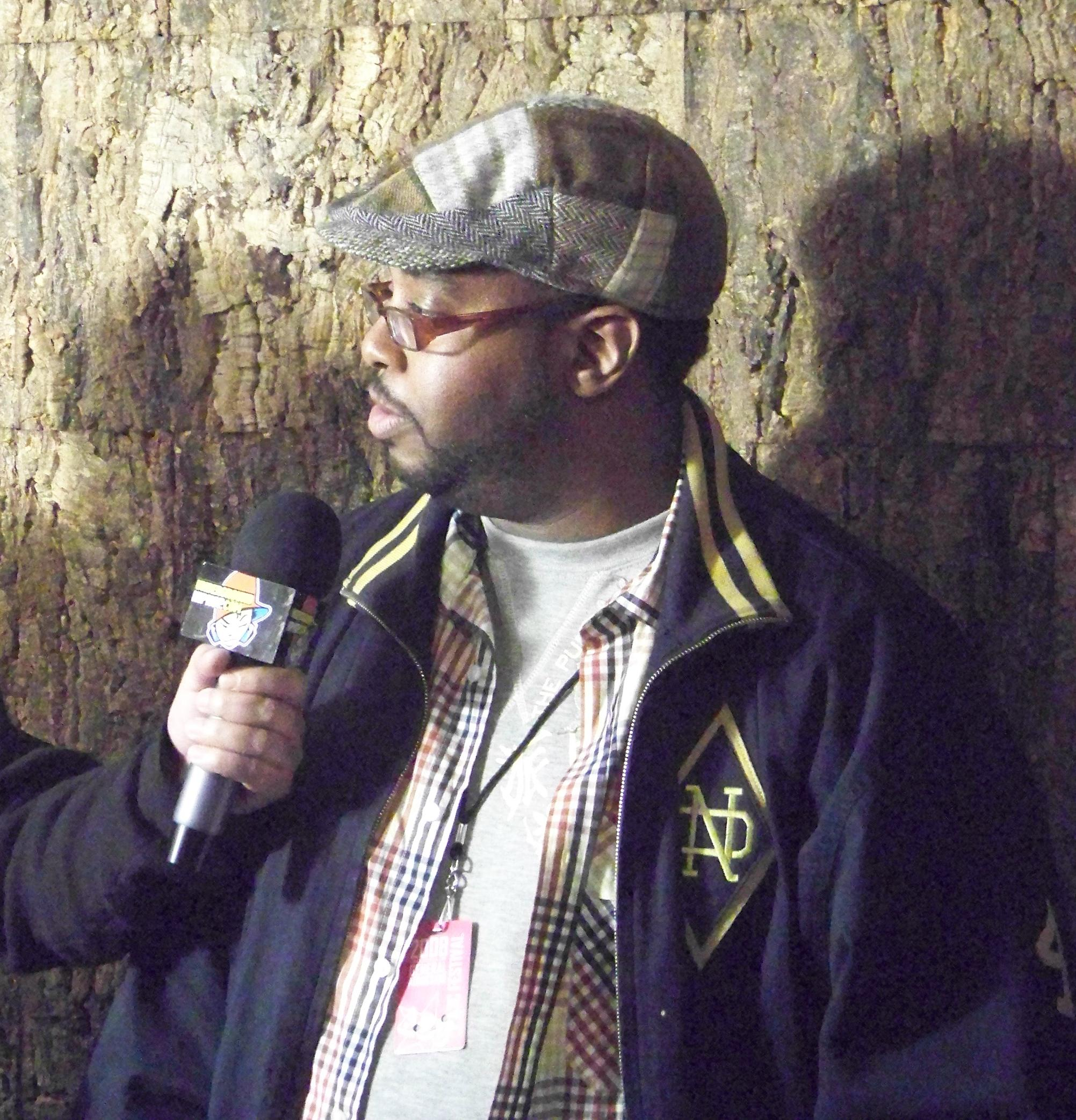
J-Live, 2008

Jean-Jacques Cadet (* 22. Februar 1976), besser bekannt unter seinem Künstlernamen J-Live, ist ein US-amerikanischer Rapper, DJ und Produzent.

## Karriere
J-Live veröffentlichte 2001 das Debütalbum The Best Part. Es waren Produktionen von DJ Premier, Pete Rock und Prince Paul vertreten. 2002 wurde das zweite Album, All of the Above, auf dem Label Coup D'état veröffentlicht. Es verkaufte sich 30.000 mal.
Das dritte Album von J-Live, The Hear After, erschien 2005. 2008 veröffentlichte er das vierte Album „Then What Happened?“ auf BBE. Im Jahr 2011 veröffentlichte er das Album, S.P.T.A. (Said Person of That Ability).

## Persönliches
In den Jahren 1998 bis 2002 arbeitete er als Englischlehrer in Brownsville und Bushwick, Brooklyn.

## Diskografie
Alben
- The Best Part (2001)
- All of the Above (2002)
- The Hear After (2005)
- Then What Happened? (2008)
- S.P.T.A. (Said Person of That Ability) (2011)
- Around the Sun (2014)
- His Own Self (2015)
- How Much Is Water? (2015)

EPs
- Always Has Been (2003)
- Always Will Be (2003)
- Reveal the Secret (2007)
- Undivided Attention (2010)
- At The Date of This Writing (Vol. 1) (2016)

Singles
- „Longevity“ b/w „Braggin’ Writes“ (1995)
- „Can I Get It?“ (1996)
- „Jook“ (1996) (mit Creo-D)
- „Satisfied?“ b/w „A Charmed Life“ (2002)
- „Like This Anna“ b/w „MCee“ and „3 Out of 7“ (2002)
- „Bosoms“ (2003) (mit Wordsworth und Soulive)
- „Don't Play“ (2003)
- „3 Out of 7“ (2003)
- „Reset the Game“ (2004) (with Oktober)
- „Don't Get It Backwards“ (2004)
- „Harder“ b/w „Do My Thing“ (2005)
- „The Upgrade“ b/w „The Understanding“ (2008)
- „No Time to Waste“ b/w „Home or Away“ (2010)
- „The Way That I Rhyme“ b/w „Poetry in Motion“ (2010)

Gastauftritte
- Walkin' Large – „Interaction“ vom Album Self (1998)
- Handsome Boy Modeling School – „The Truth“ vom Album So… How’s Your Girl? (1999)
- Peshay – „End of Story“ vom Album Miles from Home (1999)
- Masterminds – „Seven“ vom Album The Underground Railroad (2000)
- Unsung Heroes – „What Would You Do?“ vom Album Unleashed (2000)
- Lone Catalysts – „Dynomite“ (2000)
- Ambivalence – „Red Light Green Light“ vom Album Electric Treatment (2000)
- Vakill – „Hip Hop Romper Room Pt. 1“ and „Hip Hop Romper Room Pt. 2“ from Kill Em All (2001)
- J. Rawls – „Great Live Caper“ vom Album The Essence of J. Rawls (2001)
- Asheru & Blue Black – „Trackrunners“ vom Album Soon Come... (2001)
- Rob Swift – „Sub Level“ vom Album Sound Event (2002)
- El Da Sensei – „Whatyawando?“ vom Album Relax Relate Release (2002)
- Richy Pitch – „The Lyricist“ vom Album Live at Home (2002)
- DJ Jazzy Jeff – „Break It Down“ and „Charmed Life“ vom Album The Magnificent (2002)
- 7L & Esoteric – „Rules of Engagement“ vom Album Dangerous Connection (2002)
- Lifesavas – „Selector“ vom Album Spirit in Stone (2003)
- The Nextmen – „31st February“ vom Album Get Over It (2003)
- Soulive – „Azucar Remix“ vom Album Turn It Out Remixed (2003)
- Oktober – „Reset the Game“ vom Album Projekt: Building (2004)
- DJ Nu-Mark – „Brand Nu Live“ vom Album Hands On (2004)
- Asamov – „Standing Room Only“ vom Album And Now... (2005)
- Da Beatminerz – „O!“ vom Album Fully Loaded w/ Statik (2005)
- Pigeon John – „The Last Sunshine“ vom Album And the Summertime Pool Party (2006)
- DJ Jazzy Jeff – „Practice“ vom Album The Return of the Magnificent (2007)
- The Quantic Soul Orchestra – „She Said What?“ vom Album Tropidélico (2007)
- Asheru – „Boogie“ vom Album 3 Stars, 2 Bars (2007)
- Apathy – „Observe the Sound“ vom Album Hell's Lost & Found: It's the Bootleg, Muthafu@kas! Volume 2’’ (2007)
- Dela – „The City“ (2007)
- Dela – „I Say Peace“ vom Album Changes of Atmosphere (2008)
- Black Grass – „Set It Straight“ vom Album Three (2008)
- Jazz Liberatorz – „Vacation“ vom Album Clin D'Oeil (2008)
- Fakts One – „Audiovisual“ vom Album Long Range (2008)
- Apathy – „This Is the Formula“ vom Album Wanna Struggle? (2009)
- Oddisee – „What's Crazy?“ vom Album Mental Liberation (2009)
- DJ JS-1 – „Too Easy“ vom Album Ground Original 2: No Sell Out (2009)
- R.A. the Rugged Man – „Give It Up“ vom Album Legendary Classics Volume 1 (2009)
- Homecut – „Time Difference“ vom Album No Freedom Without Sacrifice (2009)
- Solillaquists of Sound – „Death of the Muse“ vom Album No More Heroes (2009)
- Illus – „Magical“ vom Album Family First (2012)
- DJ Nu-Mark – „Tonight“ (2012)
- CunninLynguists – „Beyond the Sun“ vom Album Strange Journey Volume Three (2014)
- Homeboy Sandman – „Enough“ vom Album Hallways (2014)
- L’Orange and Kool Keith – „The Traveler“ vom Album Time? Astonishing! (2015)
- Praverb – „Record Companies“ vom Album The Legacy (2016)